# Otto von Stössel

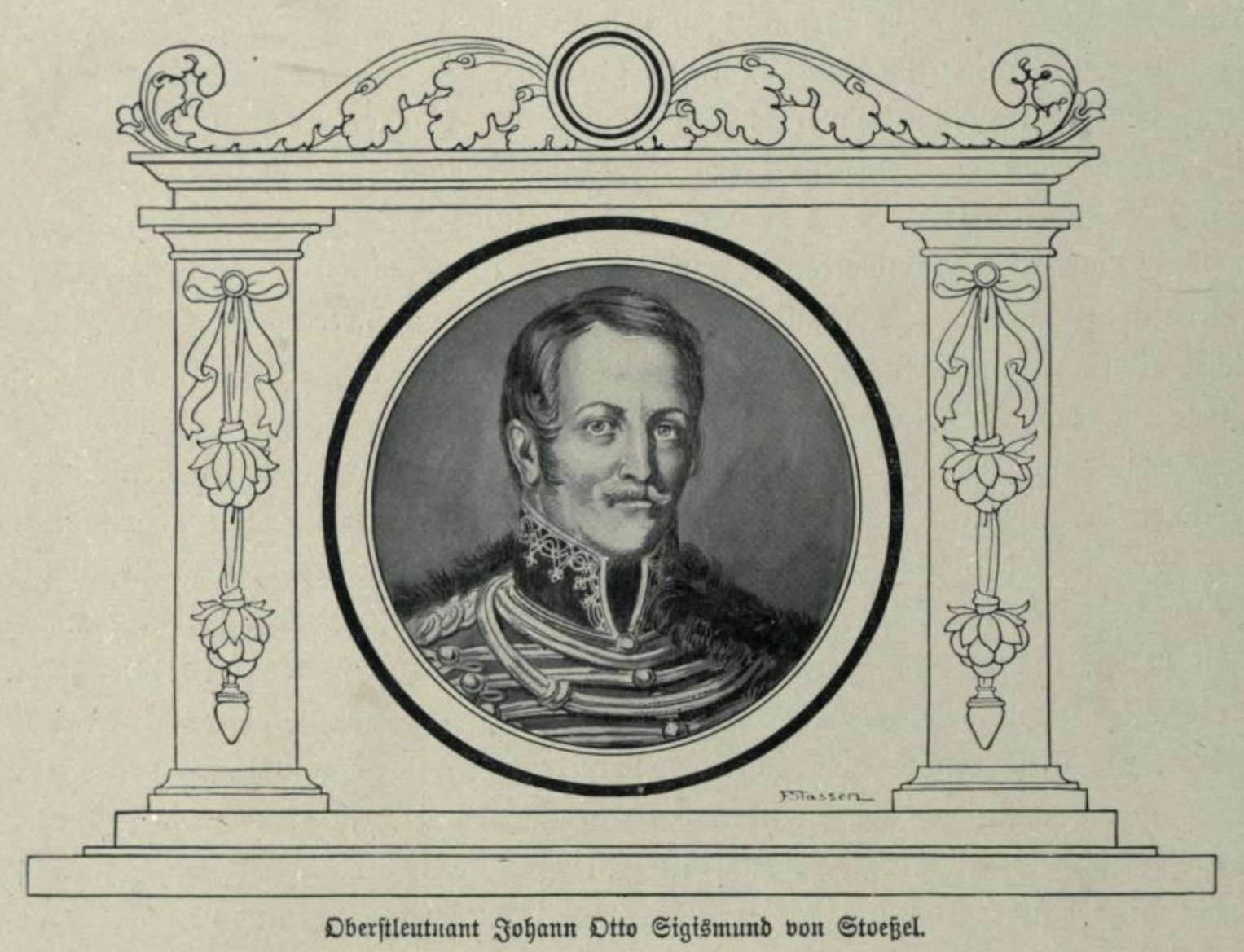
Franz Stassen: Johann Otto Sigismund von Stössel

Johann Otto Sigismund von Stössel (* 29. Januar 1775 auf Kackau, Landkreis Züllichau-Schwiebus; † 19. August 1840 in Neumarkt, Provinz Schlesien) war ein preußischer Generalmajor und zuletzt Kommandeur der 12. Kavallerie-Brigade.

## Leben

### Herkunft
Er war Angehöriger des Adelsgeschlechts von Stössel. Seine Eltern waren Christoph Sigismund Ludwig von Stössel (* 27. Januar 1743; † 24. Juni 1814) und dessen Ehefrau Henriette Johanna Amalia, geborene von Stössel (* 4. Juli 1745; † 10. November 1804). Sein Vater war kaiserlicher Hauptmann a. D. sowie Herr auf Rackai, Klippendorf und Friedrichstabor.

### Militärkarriere
Stössel kam im August 1787 als Junker in das Husarenregiment „von der Schulenburg“ der Preußischen Armee. Dort wurde er am 25. Dezember 1791 Kornett und am 8. September 1793 Sekondeleutnant. 1793/94 kämpfte er im Ersten Koalitionskrieg in den Schlachten bei Kaiserslautern und Moorlautern, sowie bei Grünstadt, Schwalm, Saarbrücken, Frankenthal, Hasnon, Ensheim und bei der Belagerung von Valenciennes. Im Gefecht bei Kreuznach wurde er verwundet und für Grünstadt erhielt Stössel am 1. März 1794 den Orden Pour le Mérite.
Am 1. Dezember 1803 wurde er zum Premierleutnant befördert. Als solcher nahm Stössel am Vierten Koalitionskrieg teil. Er kämpfte in der Schlacht bei Auerstedt, dem Gefecht bei Strehlen, sowie bei der Verteidigung von Glatz und Silberberg. Bei Silberberg wurde er verwundet. Für seine Tapferkeit bei Silberberg wurde er am 10. Februar 1807 direkt zum Major befördert und kam als Eskadronchef in das Korps des Fürsten von Ples. Am 18. Februar wurde Stössel Chef der Garde-Ulanen-Eskadronen, dazu erhielt er am 25. Juli 1809 das Patent als Major. Im Vorfeld der Befreiungskriege wurde er am 1. April 1813 Kommandeur des leichten Garde-Kavallerie-Regiments, aber schon am 19. Mai 1813 Kommandeur des 2. Leib-Husaren-Regiments. Während des Krieges kämpfte er in den Schlachten bei Großgörschen, Bautzen, an der Katzbach, Leipzig, Laon, Paris sowie den Gefechten bei Freyburg und dem Übergang bei Wartenburg. Für Katzbach wurde Stössel mit dem Eisernen Kreuz II. Klasse, für Paris mit dem Kreuz I. Klasse sowie bei Freyburg mit dem Russischen Orden des Heiligen Georg IV. Klasse ausgezeichnet. Zudem erhielt er am 24. April 1814 die Genehmigung zum Tragen des Schwertordens. In der Zeit wurde er am 28. Dezember 1813 zum Oberstleutnant und am 9. April 1814 zu Oberst befördert.
Nach dem Krieg bekam Stössel am 3. September 1817 den Roten Adlerorden III. Klasse. Am 19. September 1818 wurde er zum Generalmajor befördert, schied aus dem 2. Husaren-Regiment aus und wurde zur Verfügung des Königs gestellt. Am 26. Oktober 1818 folgte seine Ernennung zum Kommandeur der 12. Kavallerie-Brigade. Am 13. Juni 1825 wurde er inaktiv gestellt. Stössel verstarb am 19. August 1840 in Neumarkt in Schlesien.
Schon 1804 berichtete Blücher über Stössel: „Sehr brav und von bester Führung, applicirt sich auf den Dienst und ist von bestem Charakter“.

### Familie
Stössel heiratete am 30. April 1815 in der Berliner Garnisonkirche die Gräfin Friederike Wilhelmine Sophie Detlevine von Moltke (* 1. Februar 1782; † 2. Februar 1859), eine Tochter des preußischen Oberlandjägermeisters Graf Friedrich Detlev von Moltke (* 28. August 1750; † 2. September 1825). Das Paar hatte folgende Kinder:
- Ludwig Sigismund Wilhelm Erdmann (* 21. Februar 1816; † 27. Juni 1816)
- Klementine Luise Friederike (* 10. März 1817; † 5. März 1885) ⚭ N.N. Gaertner († 4. Dezember 1875 in Bernau)[2], Superintendent und Pfarrer in Beyersdorf